# Blooker (fabriek)

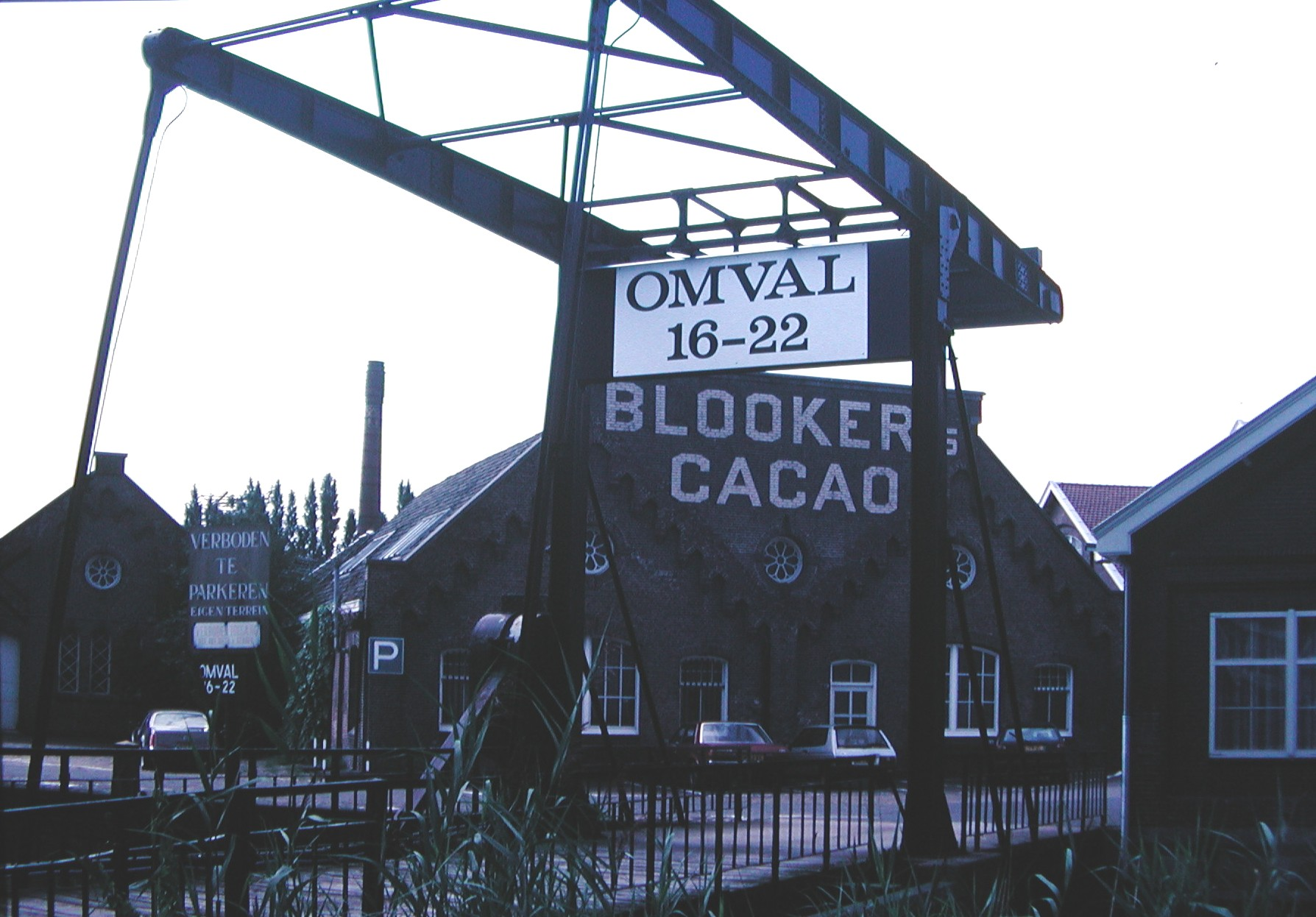
Toegang tot de opslagplaats van Blooker

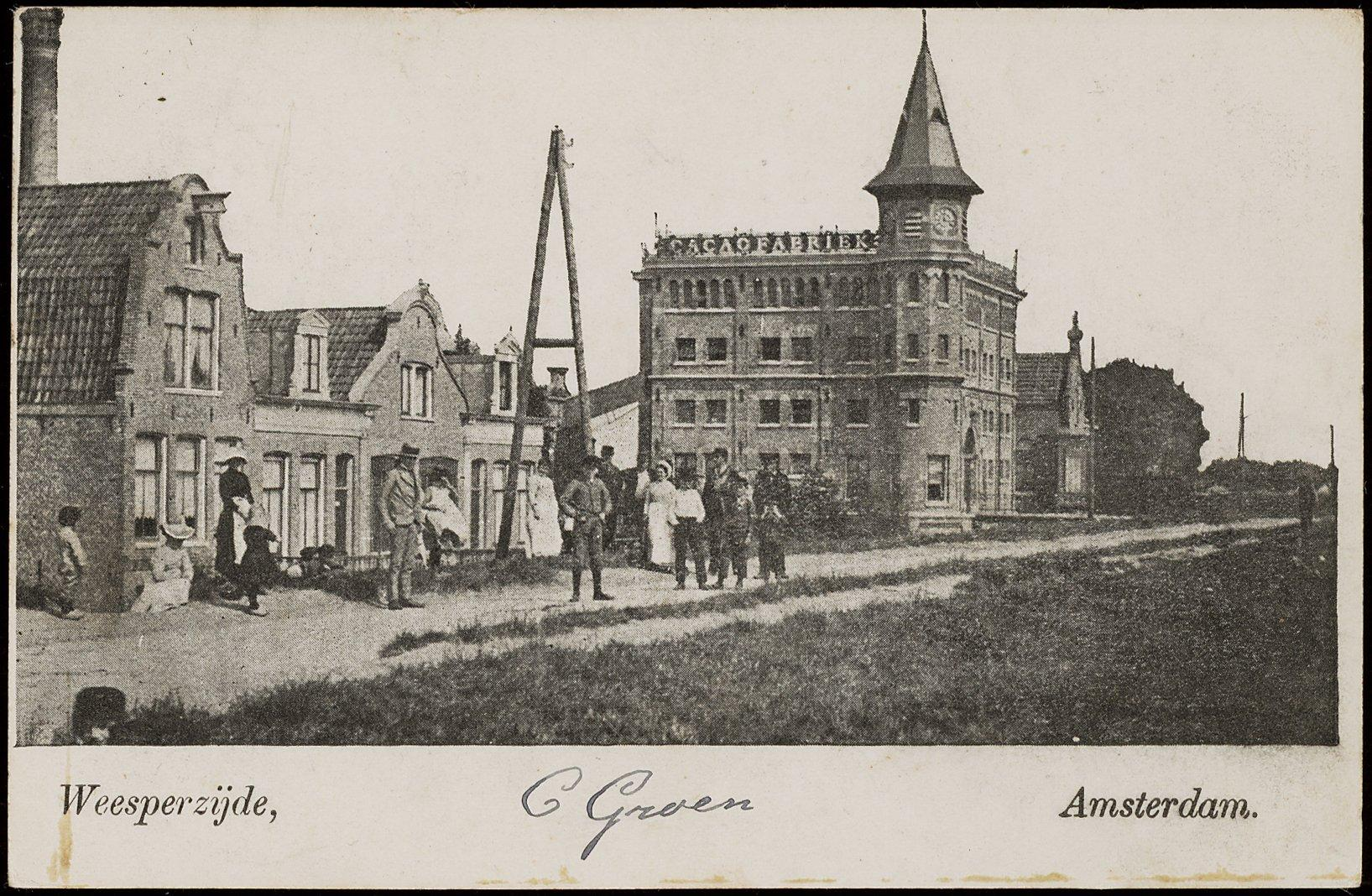
Cacaofabriek aan de Weesperzijde

Blooker was een cacaofabriek die in 1824 in Amsterdam werd opgericht.
De voorvader van het bedrijf, Jurriaan Blooker, startte op 3 april 1798 in de molen De Vriendschap aan het Oetgenspad 133 (verworven voor 2200 gulden met huijs en erve, voorheen gebruikt voor verf en tabak te malen), samen met Jan Barendsz een snuiftabak-fabriek. In 1813 begonnen zijn zoons Johannes (overleden 1858) en Cornelis (overleden 1836) in dezelfde molen met een cacaofabriek onder de naam J en C Blooker. Deze firmanaam bleef gehandhaafd bij de nieuwe vennootschap die Johannes in 1841 met Jan Jacobus Jurriaan Blooker sloot. In 1854 vond een uitbreiding met een stoominstallatie van 8 pk plaats. In 1876 werd een fabriek ernaast gebouwd met een stoominstallatie van 35 pk. In 1879 trad een volgende generatie in de persoon van werktuigkundig ingenieur Dirk Blooker aan die in de volgende periode uiteindelijk alleen het bedrijf moderniseerde en de marketing tot grote hoogte bracht. Na een grote brand in 1884 volgde een nieuwbouw van de 'Stoom-Chocolaadfabriek' in 1886 op een nieuwe locatie in Amsterdam, aan de Weesperzijde 194 en de Omval, waar nu het gebouw Leeuwenburg staat, het oude hoofdkantoor van de voormalige Postbank. Het bedrijf bleef een familieonderneming ondanks de omzetting in 1895 in de nv „Internationale Cacaofabrieken” met een nominaal kapitaal van f 1 miljoen (200 aandelen waarvan 120 uitgegeven). Rond in 1905 was de fabriek grotendeels gemechaniseerd, net als de concurrenten Ringers en Van Houten - anders dan vele kleinere chocoladefabrieken.
In zijn bestaan heeft het bedrijf verschillende namen gevoerd, waaronder Zeeuwse chocoladefabriek en in een latere periode, gedurende 43 jaar, de naam Internationale Cacao-Fabrieken en ten slotte Blooker's Cacao- en Chocolade Fabrieken.

## Reclame
Half elf Blookertijd was de gebruikte slogan waarmee de cacao- en chocoladefabrikant Blooker lange tijd adverteerde.  
De slogan "Zelfs Van Houten en zijn vrouw drinken Blooker's cacao" werd door de rechter verboden.
Begin jaren 50 bracht het bedrijf een boekje uit als klantgeschenk, met het kinderrijm "De torenklok stond stil". Ook dit rijm onderstreepte het motto "half elf Blookertijd".
De Torenklok stond stil
Er was er eens een torentje
dat was verschrikkelijk oud,
dat stond al eeuwen op de markt,
heel grijs en heel erg koud.
Dat had twaalf ogen in zijn hoofd,
een neusje zwart en rond,
en twee vergulde wijzertjes
die dienden hem als mond.
Die wijzers wezen heel de dag
getrouw de uren aan;
nog nooit in al die eeuwen
was de klok eens blijven staan.
Maar op een dag was iedereen
wanhopig en ontdaan;
De klok was met een kwaaie krak
op half elf blijven staan.
Wel twintig mannen klommen toen
kordaat een ladder op;
en prutsten aan het uurwerk
in 't torentje zijn kop.
Ze gooiden Pietjes levertraan
er helemaal in leeg;
want het was zeker nodig
dat het ding een smeertje kreeg.
Toen riepen ze; die klok is best
als je het zo beziet;
Kijk jongens, daar gaat hij weer,
maar mis hoor, hij ging niet...
Dat werd me toen een janboel
daar in 't stadje, lieve tijd;
de mensen waren in de war
van pure narigheid.
De meester kwam te laat op school
voor 't eerst in twintig jaar;
de kinderen lagen nog in bed
de pap was nog niet gaar.
Er was geen broodje meer te koop,
de winkels waren dicht;
en 1 uur 's nachts kraaide de haan
met een verschrikt gezicht...
De knapste heren werden toen
uit heel het land gehaald;
die keken naar de torenklok
en werden duur betaald.
De klok stond stil, de klok bleef staan;
precies om half elf.
Dat was nu van die klok toch wel gemeen,
nee, zeg nou zelf.
De hele boel stond op zijn kop,
geen mens wist er meer raad;
Ze aten niet, ze sliepen niet,
ze stonden maar op straat.
Maar op een dag,
het was denk ik zo om een uur of tien,
kwam er een meisje
dat geen mens daar nog had gezien.
Ze keek verwonderd om zich heen
gek, ieder stond op straat;
en niemand groette haar terug
maar iedereen keek kwaad.
Toen stond ze stil en lachte eens
en vroeg scheelt er wat aan?
Jazeker, zei een boze stem,
de klok is blijven staan.
Van torenklokken weet ik niets,
sprak toen de kleine meid,
maar een ding zegt mijn maag me wel
t is bijna Blookertijd.
t is haast half elf, weet je niet
dat je dan Blookren moet?
Ga gauw naar huis en doe het nog,
dan komt vast alles goed.
De mensen keken elkaar aan,
die raad leek niet zo slecht;
had niet een overgrootpapa
ook eens zoiets gezegd?
Dus blookerde om half elf
die dag de hele stad;
en ieder was t erover eens
dat was me nog eens wat.
Een kopje voor, een tweede na, een derde er achteraan,
en toen schoot ieder overeind
de klok was weer gaan slaan.
Die goeie grijze torenklok
die had erop gewacht
dat eindelijk eens iedereen
aan blookren had gedacht
Toen was het torentje tevree
en lachte bij zichzelf;
En is weer aan de tik gegaan
precies om half elf.
Sindsdien gaat alles in die stad
weer rustigjes zijn gang.
Men weet precies hoe laat het is,
en dat is van belang.
Om half elf blookert iedereen
met een tevreden snoet
jaja, zo'n grijze torenklok
die weet wel wat hij doet.

## Sluiting
In 1964 vierde het bedrijf nog het 150jarig jubileum en ontving daarbij het predicaat koninklijk. In 1962 werd Blooker overgenomen door de van oorsprong Amsterdamse- en later Bussumse cacaofabriek Bensdorp. Het merk Blooker bleef bestaan en ging mee in de maalstroom aan fusies en overnames. 
Het merk Blooker was in 1995 weer in bezit van een Nederlandse firma, het chocoladeverwerkingsbedrijf Rademaker. Blooker's daalders cacao (anno 1814) is nog steeds in pakjes van 250 gram te koop, maar wordt gemaakt door Rademaker BV.
In Amsterdam is de Johannes Blookerweg naar Johannes Blooker vernoemd.